# Vermicelli de arroz

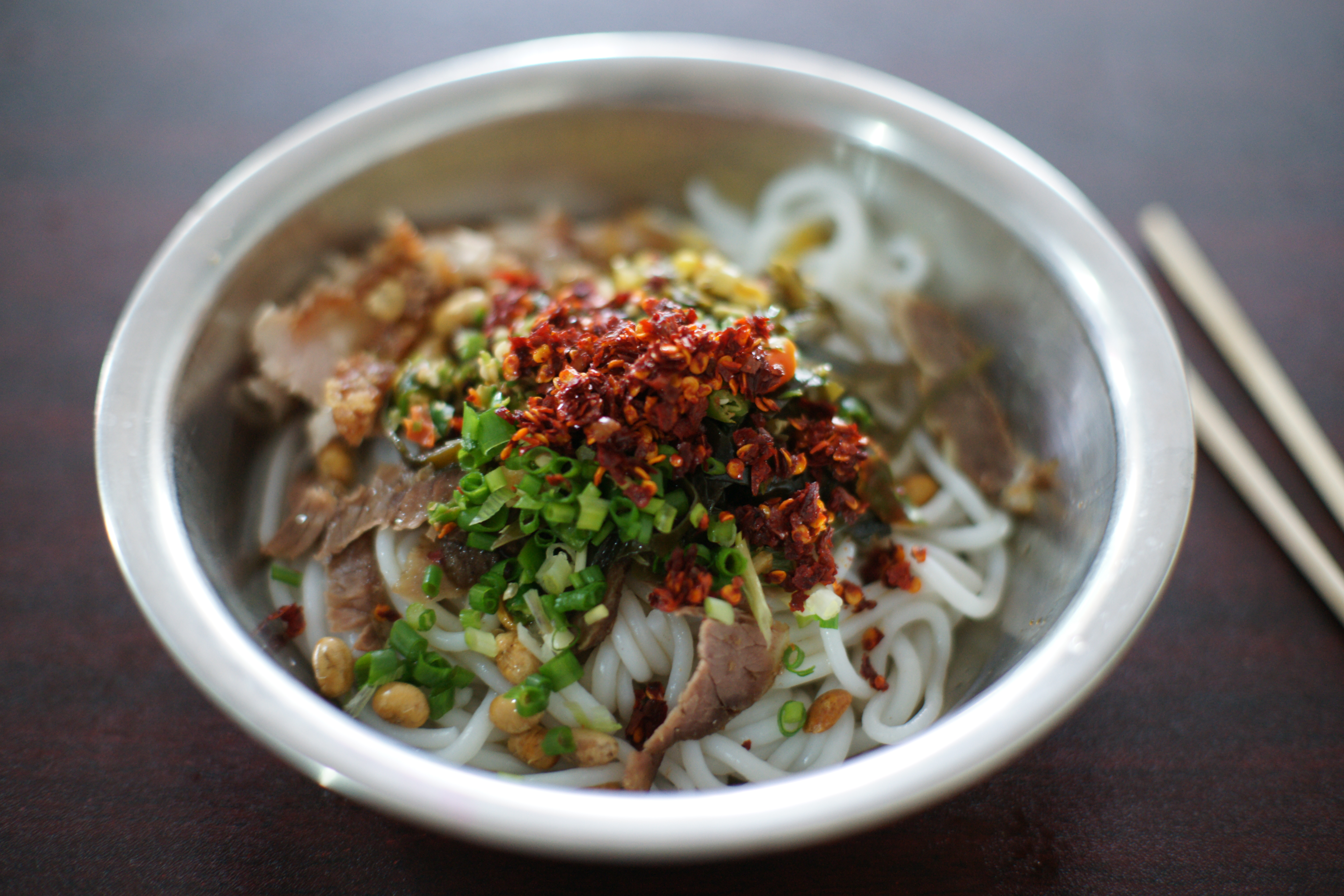
Vermicelli de arroz de Guilin

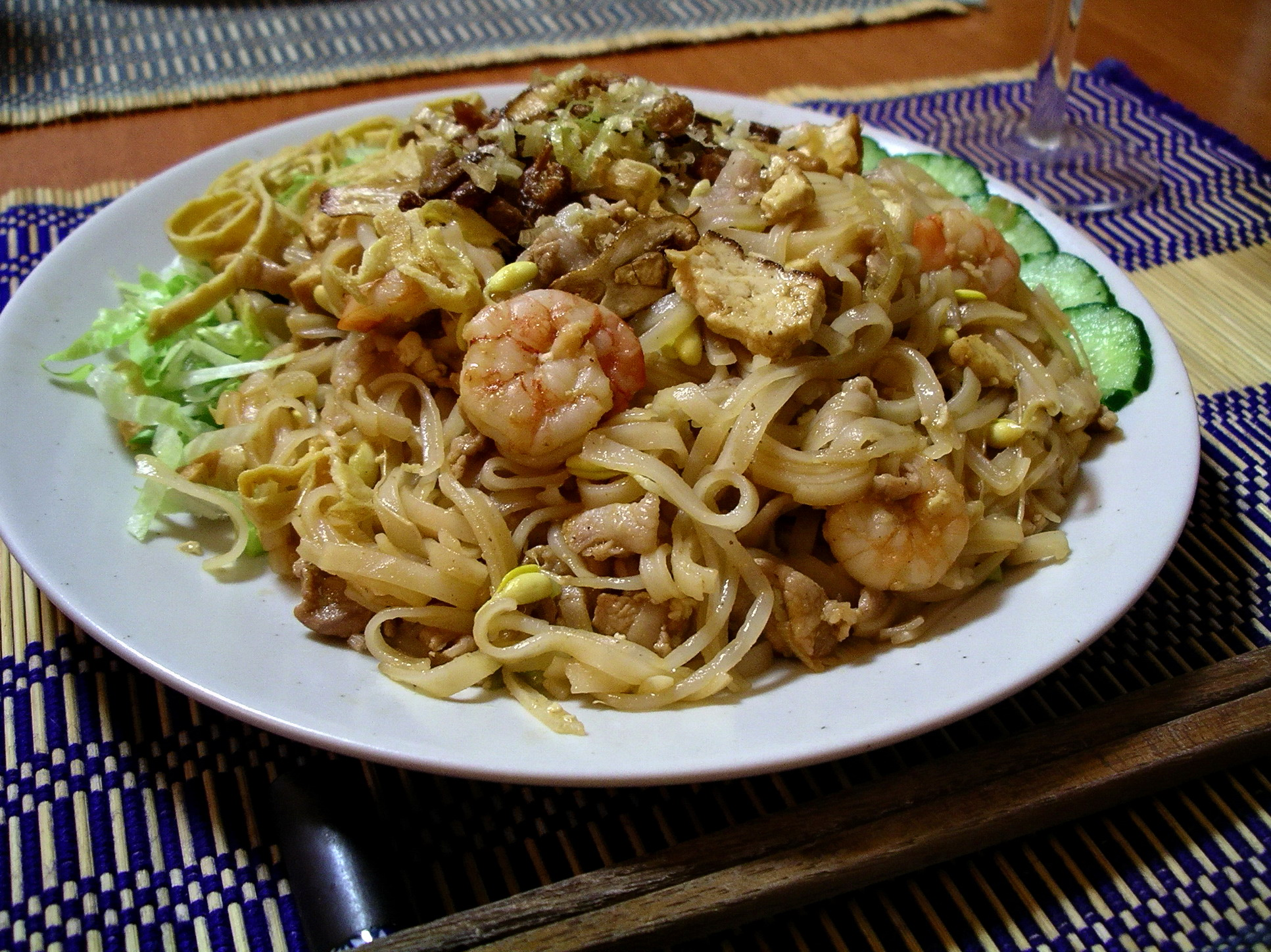
Yaki-bifun.

Los vermicelli de arroz son fideos muy finos elaborados con arroz, conocidos a veces como fideos finos de arroz o palitos de arroz. Están presentes en diversas cocinas de Asia, donde a menudo se comen como plato acompañados de sopa, stir fry o ensalada. El vermicelli de arroz es particularmente importante en las cocinas de China y del sureste de Asia, muchos de ellos proceden de las influencias de la cocina china.

## Platos notables
- Hokkien mee: Un plato muy común en Malasia y Singapur, donde los vermicelli de arroz están mezclados con fideos amarillos y fritos con gambas, sepia y cerdo cortados.
- Mohinga: De Birmania, servido con curry y pescado.
- Pancit bihon: Elaborado al estilo stir-fried, muy típico de la cocina filipina.
- Satay bee hoon: Servido con salsa de cacahuete en Satay, muy típico en Singapur.
- Vermicelli de arroz fritos de Singapur (星州炒米, xīngzhōu cháomǐ).
- Rollito de primavera: Con gambas y hierbas en un rollo de papel de arroz, muy popular en Vietnam.